# Выскитна
Выски́тна (пол. Wyskitna) — село в Польше, в гмине Грыбув Новосонченского повята Малопольского воеводства. В  1975—1998 годах село входило в состав Новосонченского воеводства.